# Astragalus bashanensis
Astragalus bashanensis (lat. Astragalus), vrsta kozlinca, otkrivena 2022. godine na zapadu kineske provincije Hubei. Nova vrsta je opisana i ilustrirana.

## Opis
Biljke au jednogodišnje ili dvogodišnje. Primarni korijen tanak, 8-12 cm dug, žućkast; kvržice rijetko na bočnim korijenima. Stabljika duga 20-70 cm, raširena, bijelo dlakava; grane od baze, polegle ili polegnute, ukorijenjene u čvorovima, internodije duge 3-8 cm. Stipule su slobodne, trokutasto jajolike, 3-5 mm duge, baza 3-4 mm široke, gole ili s nekoliko dlačica na vrhu. Peteljke duge 5-13 cm, duže od rahisa lista, raširene-bijele-dlakave, zadebljale pri dnu. Listovi neparno perasti, 7-9-listni, rijetko parno-perasti 10-listni, 5-13,5 cm dugi, 2,5-6,3 cm široki;
Morfološki je slična vrstama A. sinicus i A. wulingensis, ali se od obje razlikuje po raširenom dlakavom indumentumu na stabljici i peteljkama, duljim peteljkama, bijelim braktejama, bjelkastim ili žutim vjenčićem, dlakavim mahunama i manjim sjemenkama.